# اتوة (أرحب)

تعديل مصدري - تعديل

اتوة هي إحدى قرى عزلة بني مرة بمديرية أرحب التابعة لمحافظة صنعاء، بلغ تعداد سكانها 557 نسمة حسب تعداد اليمن لعام 2004.